# Dur Dasht
Dur Dasht (en persan : دوردشت romanisé en Dūr Dasht) est un village de la province de Kermanshah en Iran. Lors du recensement de 2006, sa population s'élève à 304 habitants pour 57 familles.